# Medal za Długoletnią Służbę w Armii i Dobre Zachowanie
Medal za Długoletnią Służbę w Armii i Dobre Zachowanie (ang. Army Long Service and Good Conduct Medal) – brytyjskie odznaczenie wojskowe, ustanowione dla armii lądowej w 1830 przez króla Wilhelma IV Hanowerskiego. 

## Wersja podstawowa
Przyznawany był żołnierzom za służbę wojskową sprawowaną bez zarzutu: początkowo było to 21 lat w piechocie lub 20 lat w kawalerii. Noszony był na karmazynowej wstążce do 1915, kiedy to, ze względu na podobieństwo kolorystyki do Krzyża Wiktorii, dodano wzdłuż brzegów wstążki białe paski. 
W 1930 dodadno dodano okucie w postaci dolnej belki na wstążce z napisem REGULAR ARMY dla brytyjskich regularnych wojsk lądowych, a dla stałych sił zbrojnych służących w krajach Brytyjskiej Wspólnoty Narodów na dolnej belce pojawiła się nazwa kraju docelowego, np. wojska kanadyjskie noszą napis CANADA, wojska nowozelandzkie – NEW ZEALAND, wojska indyjskie – INDIA.
W tej wersji jest znany pod nazwą Medal za Długoletnią Służbę w Wojsku i Dobre Zachowanie (Military Long Service and Good Conduct Medal). W szczególnych przypadkach mogli medal otrzymać również oficerowie. Od 1944 posiadacze medalu, którzy od momentu jego otrzymania przesłużyli 18 lat, otrzymywali dodatkowe okucie wstążki. W 1955 dopuszczono kobiety do otrzymywania medalu.
| Podstawowe wersje medalu w kolejnych latach |                  |                 |                  |                   |
| typ I 1830–1837                             | typ II 1830–1837 | typ I 1837–1901 | typ II 1837–1901 | typ III 1837–1901 |
| typ IV 1837–1901                            | 1901–1910        | 1910–1915       | 1915–1930        | 1930–1936         |
| typ I 1936–1952                             | typ II 1936–1952 | typ I od 1952   | typ II od 1952   |                   |

| Niektóre wersje dla stałych wojsk zamorskich |                      |                    |                         |                       |
| kanadyjska 1930–1936                         | kanadyjska 1936–1952 | kanadyjska od 1952 | nowozelandzka 1936–1952 | nowozelandzka od 1952 |

## Wersje kolonialne i specjalne
Dla niektórych brytyjskich dominiów i kolonii tworzono nieco odmienne wersje. Na rewersie medalu, u góry pojawiły się dodatkowe nazwy kolonii, a na karmazynowej wstążce umieszczono wąskie, pionowe, różnokolorowe paski ciągnące się wzdłuż środka:
- dla Australii – ciemnozielony,
- dla Nowej Południowej Walii – jasnoniebieski,
- dla Queensland – jasnoniebieski,
- dla Tasmanii – różowy,
- dla Przylądka Dobrej Nadziei – pomarańczowy
- dla Natalu – pomarańczowy,
- dla Kanady – biały,
- dla Nowej Zelandii – zielony,
- dla Wiktorii – szeroki biały,
- dla Nowej Gwinei – jasnoniebieski (na szkarłatnej wstążce)[3].

| Niektóre odmiany kolonialne |                       |                    |                        |                      |
| przylądkowa 1895–1901       | przylądkowa 1901–1910 | natalska 1901–1910 | australijska 1901–1910 | kanadyjska 1901–1910 |

Wszystkie kolonialne odmiany zostały zniesione ustanowieniem medalu dla Stałych Sił Zamorskich (Permanent Overseas Forces) w 1910, gdzie na karmazynowej wstążce umieszczono wzdłuż środka niebieski pasek wewnątrz dwóch białych pasków. W 1930 zaprzestano nadań tego rodzaju medalu, a w jego miejsce nadawano 
| Obie wersje medalu |           |
| w 1910             | 1910–1930 |

Dla Królewskich Sił Granicznych Afryki Zachodniej oraz wschodnioafrykańskich Strzelców Afrykańskich Króla ustanowiono medale z nazwą formacji na rewersie (ROYAL WEST AFRICAN FRONTIER FORCE lub KING'S AFRICAN RIFLES) i zielonym paskiem wzdłuż środka karmazynowej wstążki.
W Indiach Brytyjskich od 1848 przyznawano nieco odmienną wersję dla Europejczyków służących w armii indyjskiej, aż do 1873 kiedy to podjęto decyzję, że Europejczycy będą otrzymywać ten sam medal co armia brytyjska. W 1888 tubylcy otrzymali prawa do swojego, nieco odmiennego w wyglądzie awersu i rewersu medalu, noszonego na takiej samej wstążce.
| Wybrane odmiany medalu dla armii indyjskiej |                             |                             |                             |
|                                             |                             |                             |                             |
| dla Hindusów 1888–1901                      | dla Europejczyków 1848–1873 | dla Europejczyków 1930–1936 | dla Europejczyków 1936–1952 |

W Kanadzie medal zastąpiono Odznaką Kanadyjskich Sił Zbrojnych w 1950, a w ZPA – Medalem Johna Charda i Medalem Unii.
W latach 1982–2006 istniała jeszcze wersja przeznaczona tylko dla Regimentu Obrony Ulsteru (Ulster Defence Regiment), gdzie na karmazynowej wstążce z białymi brzegami umieszczono pośrodku wąski, czarny pasek. Na metalowej belce u dołu wstążki umieszczano napis U.D.R..

## W kolejności starszeństwa
Obecnie, w kolejności starszeństwa brytyjskich odznaczeń na rok 2019, różne wersje medalu przeplatają się z różnymi wersjami medali przyznawanymi za podobne zasługi czy osiągnięcia w różnych rodzajach wojsk:
- Medal Służby Kampanii Skumulowanych
- Medal za Długoletnią Służbę w Armii i Dobre Zachowanie
- Medal za Długoletnią Służbę w Marynarce Wojennej i Dobre Zachowanie
- Medal za Chwalebną Służbę w Marynarce Wojennej (za 1918-1928)
- Medal za Długoletnią Służbę i Dobre Zachowanie w Indiach (dla Europejczyków w armii indyjskiej)
- Medal za Chwalebną Służbę w Indiach (dla Europejczyków w armii indyjskiej)
- Medal za Chwalebną Służbę dla Królewskiej Piechoty Morskiej (za 1849-1947)
- Medal za Chwalebną Służbę w Królewskich Siłach Powietrznych (za 1918-1928)
- Medal za Długoletnią Służbę i Dobre Zachowanie w Królewskich Siłach Powietrznych
- Medal za Długoletnią Służbę i Dobre Zachowanie dla Regimentu Obrony Ulsteru
- Medal za Długoletnią Służbę i Dobre Zachowanie w Indiach (dla armii indyjskiej)
- Medal za Długoletnią Służbę i Dobre Zachowanie dla Królewskich Sił Granicznych Afryki Zachodniej
- Medal za Długoletnią Służbę i Dobre Zachowanie dla Królewskich Sił Zbrojnych Sierra Leone
- Medal za Długoletnią Służbę i Dobre Zachowanie dla Królewskich Strzelców Afrykańskich
- Medal za Chwalebną Służbę w Indiach (dla armii indyjskiej)